# Ernst Holstein
Ernst Albert Karl Holstein (* 14. Mai 1901 in Lichtenberg bei Berlin; † 30. August 1985 in Berlin) war ein deutscher Mediziner und Hochschullehrer an der Humboldt-Universität Berlin, der bedeutende Forschungen zur Arbeitshygiene veröffentlichte.

## Leben
Holstein, Sohn eines Tischlermeisters, schloss das Gymnasium ab und studierte Medizin. 1926 wurde er in Berlin promoviert. Er war Mitglied des Corps Baltia Berlin (heute Corps Silingia Breslau zu Köln). Von 1925 bis 1928 war er, als Mitarbeiter Ernst W. Baaders, Assistenzarzt an der klinischen Abteilung für Gewerbekrankheiten am Auguste-Viktoria-Krankenhaus in Berlin-Lichtenberg. 1928 wurde er zum Gewerbemedizinalrat in Frankfurt (Oder) berufen. 1940 wurde er an der Medizinischen Akademie Danzig habilitiert und wurde hier Dozent für Gewerbehygiene.
1946/47 war Holstein Stadtarzt und Leiter des Gesundheitsamts in Frankfurt (Oder). 1946 kehrte er nach Berlin zurück und wurde 1947 Referats- und Abteilungsleiter für Arbeitsmedizin bei der Deutschen Zentralverwaltung für Gesundheitswesen und Leiter der Hauptabteilung Arbeitsschutz bei der Deutschen Zentralverwaltung für Arbeit und Soziales. 
Ab 1946 war Holstein Dozent für Hygiene und Berufskrankheiten an der Humboldt-Universität Berlin. 1947 wurde er zum Professor mit Lehrauftrag berufen. Von 1951 bis 1961 war er stellvertretender Direktor des Zentralinstituts für Sozial- und Gewerbehygiene. Von 1961 bis 1966 war er Leiter des Zentralinstituts für Arbeitsmedizin und Prorektor der Akademie für Ärztliche Fortbildung der DDR.
Von 1957 bis 1983 war Holstein Leiter des Nationalen Sekretariats der DDR bei der Ständigen Kommission und Internationalen Vereinigung für Arbeitsmedizin und von 1961 bis 1964 Präsident der Gesellschaft für die gesamte Hygiene. Hier war er Nachfolger von Paul Oesterle.

## Werk
Holstein forschte im Bereich Intoxikationen durch Quecksilber, Blei, Nitro- und Aminoverbindungen sowie Silikoseerkrankungen.

## Ehrungen
- 1956 Vaterländischer Verdienstorden (DDR)
- 1984 Ehrendoktor der Akademie für ärztliche Fortbildung der DDR

## Schriften (Auswahl)
- Grundriß der Arbeitsmedizin, Berlin 1949 (5. Auflage 1969).
- Mitherausgeber der »Zeitschrift für die gesamte Hygiene und ihre Grenzgebiete«, des »Internationalen Archivs für Gewerbepathologie und Gewerbehygiene« und der Schriftenreihe »Arbeitshygiene«.